# Catocala elocata
Catocala elocata és una espècie de papallona nocturna de la subfamília Erebinae i la família Erebidae.

## Distribució
Es troba a Europa central, Europa del Sud, Àfrica del Nord, Anatòlia, Uzbekistan i Kazakhstan.

## Plantes nutrícies
Les larves s'alimenten de pollancres i salzes.

## Subespècies
- Catocala elocata elocata
- Catocala elocata locata Staudinger, [1892] (Uzbekistan)

## Galeria

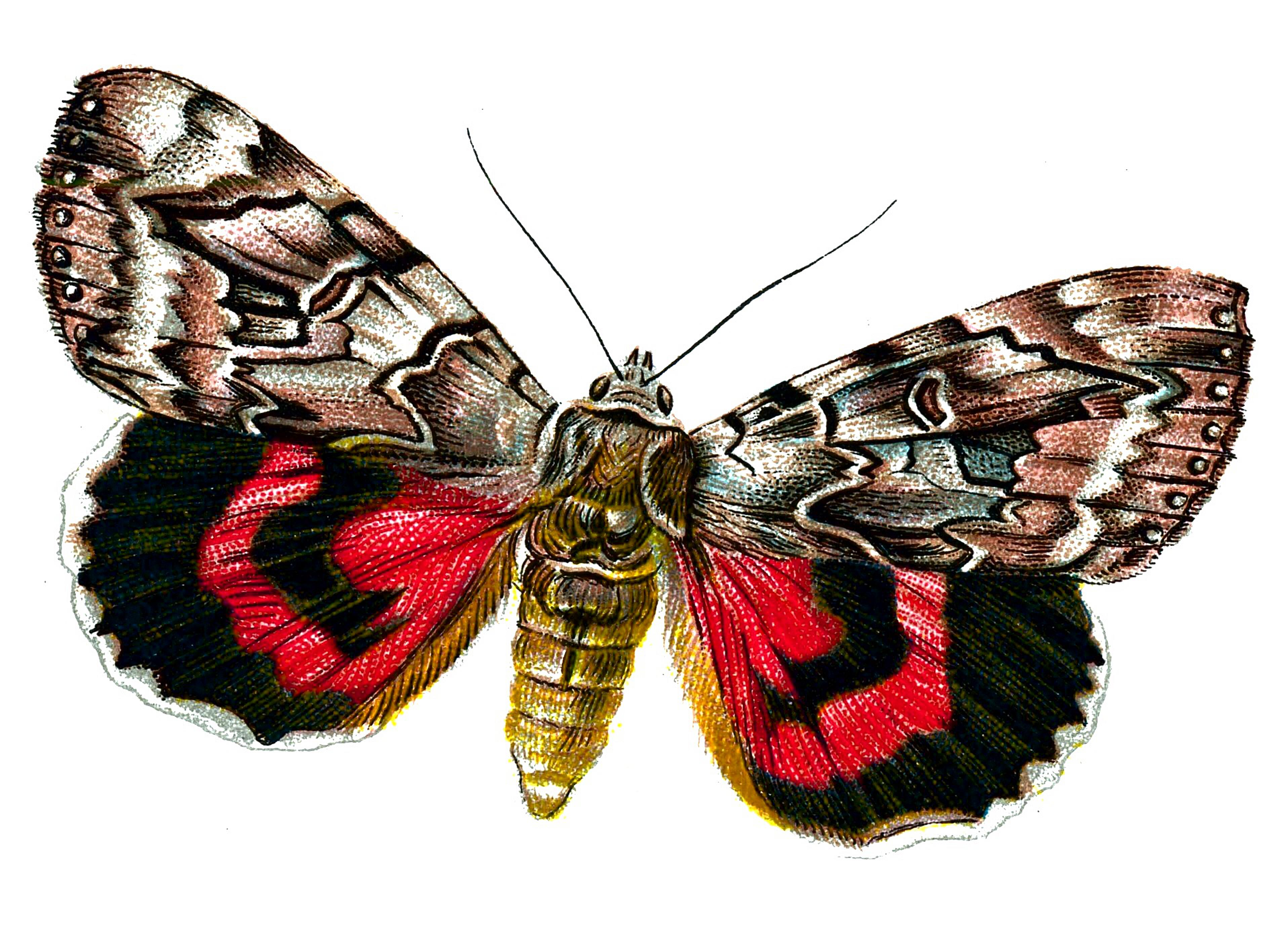
Catocala elocata
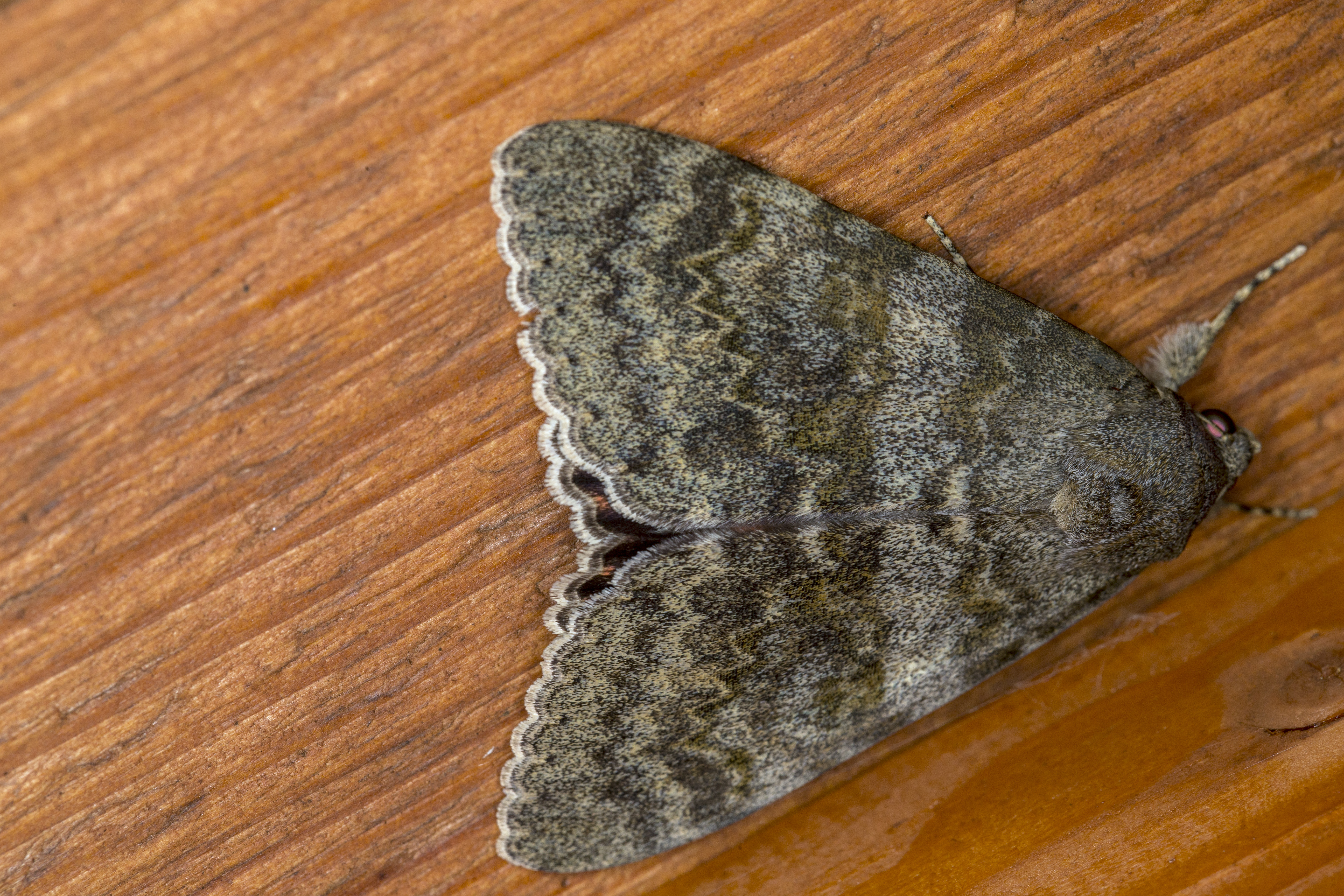
Catocala elocata
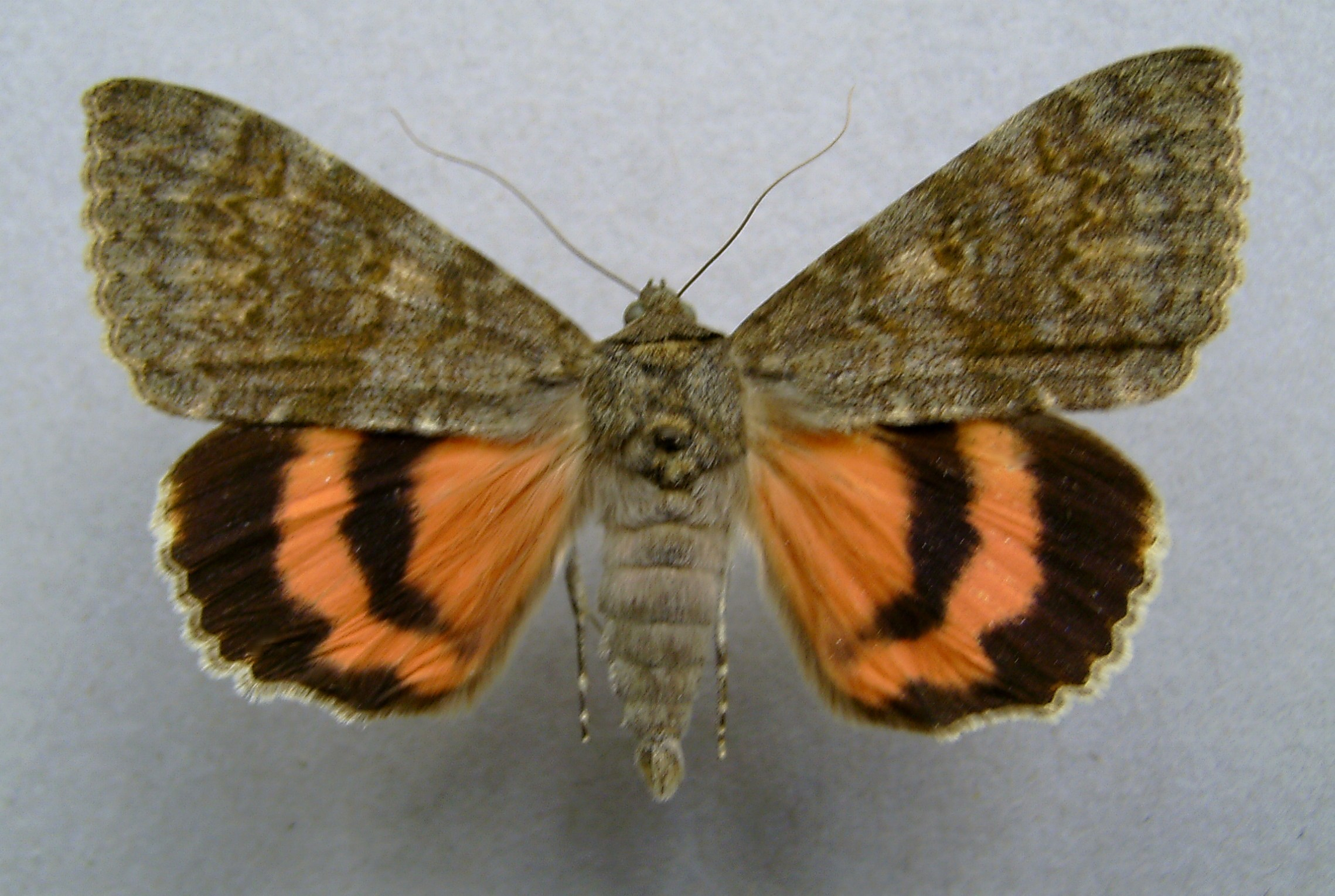
Catocala elocata